# Veľký Meder
Veľký Meder (în maghiară Nagymegyer) este un oraș din Slovacia cu 9.263 locuitori.

## Demografie
| An:                | 1994 | 2004   | 2014   | 2024   |
| ------------------ | ---- | ------ | ------ | ------ |
| Număr de persoane: | 9311 | 8933   | 8763   | 8204   |
| Diferență:         |      | −4,05% | −1,90% | −6,37% |

| An:                | 2023 | 2024   |
| ------------------ | ---- | ------ |
| Număr de persoane: | 8254 | 8204   |
| Diferență:         |      | −0,60% |